# Howett
Howett war eine britische Automarke, die nur 1913 auf dem Markt war. Hersteller war Fowlers Garage aus Hockley, Brook (Birmingham).
Das einzige Modell war ein Cyclecar. Der Wagen wurde von einem V2-Motor von Blumfield angetrieben, der 10 bhp (7,4 kW) leistete. Die Spurbreite betrug 1041 mm. Der Neupreis betrug 100 Pfund Sterling für die Ausführung mit Luftkühlung und 105 Pfund für die Ausführung mit Wasserkühlung.